# 第二十三国立銀行
第二十三国立銀行（だいにじゅうさんこくりつぎんこう）は、大分銀行の前身となった明治期の銀行。
1873年（明治6年）に大分郡大分町に設立された、貸付や預金を取り扱う銀行類似会社である登高社の役員、中尾義三郎・幸松雄三郎・長野善五郎（後代）らを中心に、1877年（明治10年）11月に資本金5万円で設立。資本金は10万円。初代頭取は幸松雄三郎。翌1878年（明治11年）4月には、府内藩や熊本藩士族の金禄公債による追加の出資を受け資本金は20万円となる。その後、国立銀行営業満期前特別処分法に基づき私立銀行二十三銀行に改称。金融恐慌を受け、日本銀行の斡旋で、1927年（昭和2年）に大分銀行と合併し、大分合同銀行となる。

## 沿革
- 1877年（明治10年）11月：大分県大分町で開業
- 1897年（明治30年）5月：二十三銀行と改称
- 1903年（明治36年）12月：臼杵銀行 (明治32年設立)を合併
- 1923年（大正12年）12月：成清銀行を買収
- 1924年（大正13年）1月：臼杵銀行 (大正3年設立)を買収
- 1927年（昭和2年）10月：大分銀行と合併、大分合同銀行と改称（現大分銀行）